# Diogenes (tijdschrift)
Diogenes was een Vlaams letterkundig tijdschrift dat werd uitgegeven van 1984 tot 1992.
Toen het Nieuw Vlaams Tijdschrift in 1983 ophield te bestaan, gingen verscheidene redacteuren andere wegen op. Hoofdredacteur Paul de Wispelaere trad toe tot de redactie van het pas opgerichte Nieuw Wereldtijdschrift (met Herman de Coninck en Piet Piryns). Een groep van zes redacteuren, Georges Adé, Marcel Coole, Henri-Floris Jespers, Hubert Lampo, Ivo Michiels en Erik van Ruysbeek richtte eveneens een nieuw tijdschrift op: Diogenes. 
Deze groep van zes had in een verklaring geprotesteerd tegen het feit dat het Nieuw Wereldtijdschrift van Herman de Coninck en uitgever Julien Weverbergh zichzelf als de voortzetter van het Nieuw Vlaams Tijdschrift afficheerde. Daarover ontstond in die dagen in de Vlaamse literaire wereld een korte maar vinnige polemiek.
Diogenes wilde een letterkundig tijdschrift zijn in de klassieke betekenis van het woord, en een levensbeschouwelijk en artistiek pluralisme huldigen. Het tijdschrift maakte geen aanspraak op de titel "opvolger van het Nieuw Vlaams Tijdschrift". In de protestverklaring van de zes stond te lezen: "Wij beschouwen het Nieuw Vlaams Tijdschrift als voorbij en wij vinden dat het Nieuw Wereldtijdschrift zich niet de voortzetter van het Nieuw Vlaams Tijdschrift kan noemen. Wij zijn het dus ook niet". Heel subtiel allemaal, want Diogenes is wel degelijk de naam die August Vermeylen bedacht had voor het tijdschrift dat in 1946, één jaar na zijn dood, door feitelijk oprichter Herman Teirlinck desalniettemin als Nieuw Vlaams Tijdschrift boven de doopvont gehouden werd. Dit naar analogie van de prestigieuze Nouvelle Revue française. 
Bij haar aantreden in 1984 bestond de redactie van Diogenes uit de volgende leden:
- Georges Adé, Marcel Coole, Henri-Floris Jespers, Hubert Lampo, Ivo Michiels, Renaat Ramon, Erik van Ruysbeek (hoofdredactie).
- Wilfried Adams, Ludoviek Andries, Marc Andries, Sven-Claude Bettinger, Hendrik Carette, Danny de Laet, Roger M.J. De Neef, Frans Deschoemaeker, Hector-Jan Loreis, Aldo Martin, Tony Rombouts, Clem Schouwenaars, Werner Spillemaeckers,Jacques van Baelen, Nic van Bruggen, Luc Vancampenhout, Raymond van den Broeck, Jan van der Hoeven, Jan van den Weghe, Julien Vandiest, Herman Vos, Emiel Willekens (redactie).
- Frank Albers (redactiesecretaris).